# Sheffield Murals
Sheffield er en by i Tasmanien, 30 km fra byen Devonport, som gennem en menneskealder har tiltrukket turister fra hele verden med sine vægmalerier, der i dag dominerer hele byen og har været med til at give den sit "nye" navn, Sheffield Murals (Sheffield Vægmalerier).
Nærmest overalt i byen hvor der er en flade ledig, ses imponerende vægmalerier, især om byens tidlige historie. Vægmalerierne findes i dag næsten alle tænkelige steder, selv på byens affaldsspande – hvor det er eleverne fra den lokale skole, som har stået for udsmykningen.
Vægmalerierne blev byens redning. Fra starten af 1960'erne og godt 10 år frem var indbyggertallet steget og beskæftigelsen var høj, primært fordi store anlægsprojekter med kraftværker skabte arbejdspladser. Da projekterne var gennemført, stod mange uden arbejde, og fremtidsudsigterne for byen var dystre.
Vægmalerierne var en gammel tradition, og da bystyret satsede målrettet på at videreudvikle dette, blev efterhånden store dele af den lokale befolkning involveret.

## Ekstern henvisning
- Se mange billeder hos Fotograf Ingvard Pedersen Arkiveret 11. marts 2007 hos  Wayback Machine på www.pdfnet.dk Arkiveret 21. maj 2006 hos  Wayback Machine – ingen copyright.

41°22′56″S 146°19′29″Ø / 41.3822°S 146.3247°Ø